# Electronic Arts
Electronic Arts – amerykański producent oraz wydawca gier komputerowych. W 2020 roku było to drugie co do wielkości przedsiębiorstwo zajmujące się grami w obu Amerykach i Europie pod względem przychodów i kapitalizacji rynkowej po Activision Blizzard, a wyprzedzające Take-Two Interactive, CD Projekt i Ubisoft. Została założona przez Tripa Hawkinsa w 1982 r.
Przedsiębiorstwo opracowuje i publikuje gry z wielu serii, takich jak: Battlefield, Need for Speed, The Sims, Medal of Honor, Command & Conquer, Dead Space, Mass Effect, Dragon Age, Army of Two, Titanfall i Star Wars, a także tytuły spod szyldu EA Sports: FIFA, Madden NFL, NBA Live, NHL i EA Sports UFC. Tytuły udostępniane są na własnej platformie dystrybucji cyfrowej Origin. Electronic Arts jest również właścicielem wielu studiów gier, takich jak EA Tiburon w Orlando, EA Vancouver w Burnaby, DICE w Sztokholmie i Los Angeles, BioWare w Edmonton i Austin oraz Respawn Entertainment w Los Angeles.

## Struktura firmy
W skład Electronic Arts wchodzą następujące przedsiębiorstwa:
- EA Worldwide Studios: wszystkie gry z wyjątkiem sportowych
- EA Sports: gry sportowe
- EA Maxis: gry z serii SimCity, The Sims i Spore
- EA All Play: gry typu casual oraz mobilne

W większości państw gdzie wydawane są gry EA, założone są filie dystrybucyjne na przykład Electronic Arts Polska.

## Studia
- Visceral Games w Redwood City w Kalifornii (poprzednio EA Redwood Shores), założone w 1998[7], zamknięte w 2017[8]
- EA Canada w Burnaby (poprzednio Distinctive Software), kupione w 1991
- Quicklime Games w Vancouver (poprzednio Black Box Games oraz EA Black Box), 2002–2013
- EA Montréal w Montrealu, założone w 2003[9]
- EA Tiburon w Orlando na Florydzie (poprzednio Tiburon Entertainment), kupione w 1998
- Danger Close Games w Los Angeles (poprzednio Dreamworks Interactive i EA Los Angeles), kupione w 2000
- EA Guildford w Wielkiej Brytanii
- EA Chicago w Hoffman Estates w Illinois (poprzednio NuFX, Inc), kupione w 2003
- Criterion Games, kupione w 2004[10]
- EA DICE w Sztokholmie (poprzednio Digital Illusions), kupione w 2005
- EA Freestyle w San Francisco (poprzednio EA BIG)
- BioWare w Edmonton w Kanadzie, kupione w 2007[11]
- EA Chillingo, kupione w 2010[12]
- Motive Studios[13]
- Respawn Entertainment w Los Angeles, kupione w 2017 roku[14]
- Codemasters w Wielkiej Brytanii, kupione w 2020 roku[15]

## Krytyka przedsiębiorstwa
Od połowy 2000 roku Electronic Arts jest krytykowany za praktyki przejmowania studiów i działania antykonsumenckie. W 2012 i 2013 redaktorzy serwisu Consumerist określili spółkę mianem najgorszego przedsiębiorstwa, natomiast w 2018 znalazła się na liście dwudziestu najbardziej znienawidzonych przedsiębiorstw w Stanach Zjednoczonych magazynu USA Today. Firma była krytykowana za swoje skrajnie antykonsumenckie i nastawione na zysk podejście do mikropłatności.